# Вознесенское (Сумская область)
Вознесенское (укр. Вознесенське) — село,
Привольский сельский совет,
Глуховский район,
Сумская область,
Украина.
Код КОАТУУ — 5921584802. Население по переписи 2001 года составляло 1 человек .

## Географическое положение
Село Вознесенское находится на берегу реки Эсмань,
выше по течению примыкает пгт Эсмань,
ниже по течению на расстоянии в 1 км расположено село Хотминовка.
По селу протекает пересыхающий ручей.
Рядом проходит автомобильная дорога М-02 (E 101).